# Gadži Abašilov
Gadži Achmedovič Abašilov (in russo Гаджи Ахмедович Абашилов?; anche conosciuto come "Haji Abashilov"; Gunib, 1950 – Machačkala, 21 marzo 2008) è stato un giornalista russo, a capo della filiale daghestana della radiotelevisione statale VGTRK.
Venne assassinato a Machačkala, in Daghestan il 21 marzo 2008 alle 19:45.

## Biografia
Gadži Abašilov nasce nel distretto daghestano di Gunib nel 1950. Si laurea in lingue straniere alla Università Statale del Daghestan.
Dal 1975 al 1991, Abašilov lavora nelle strutture del Komsomol locale, e a fine anni '80 è a capo del Comitato VLKSM daghestano. Dal 1991 al 2006 Abašilov è direttore della Molodež' Dagestana (Молодежь Дагестана, Gioventù del Daghestan). Nel 1999 viene eletto membro del parlamento della repubblica, quindi vice capo del ministero repubblicano dell'informazione, la politica nazionale e gli affari esterni. Abašilov resta come presentatore del proprio programma televisivo fino al 2007. Nel gennaio 2007 diviene capo dell'Azienda Radiotelevisiva Statale del Daghestan.
Viene assassinato la sera del 21 marzo 2008. La sua auto finisce sotto i colpi di arma da fuoco nel centro di Machačkala. Abašilov muore sul colpo, mentre il conducente resta ferito. Nelle prime ore dello stesso giorno era stato trovato strangolato a Mosca un altro giornalista daghestano, Il'jas Šurpaev, che aveva lavorato per anni nella repubblica come corrispondente di NTV e Pervyj kanal.
L'Unione Europea richiama la Russia a indagare per trovare al più presto gli assassini dei due giornalisti. Il direttore generale dell'UNESCO Kōichirō Matsuura condanna i due omicidi il 28 marzo seguente.